# Pietro Castrucci

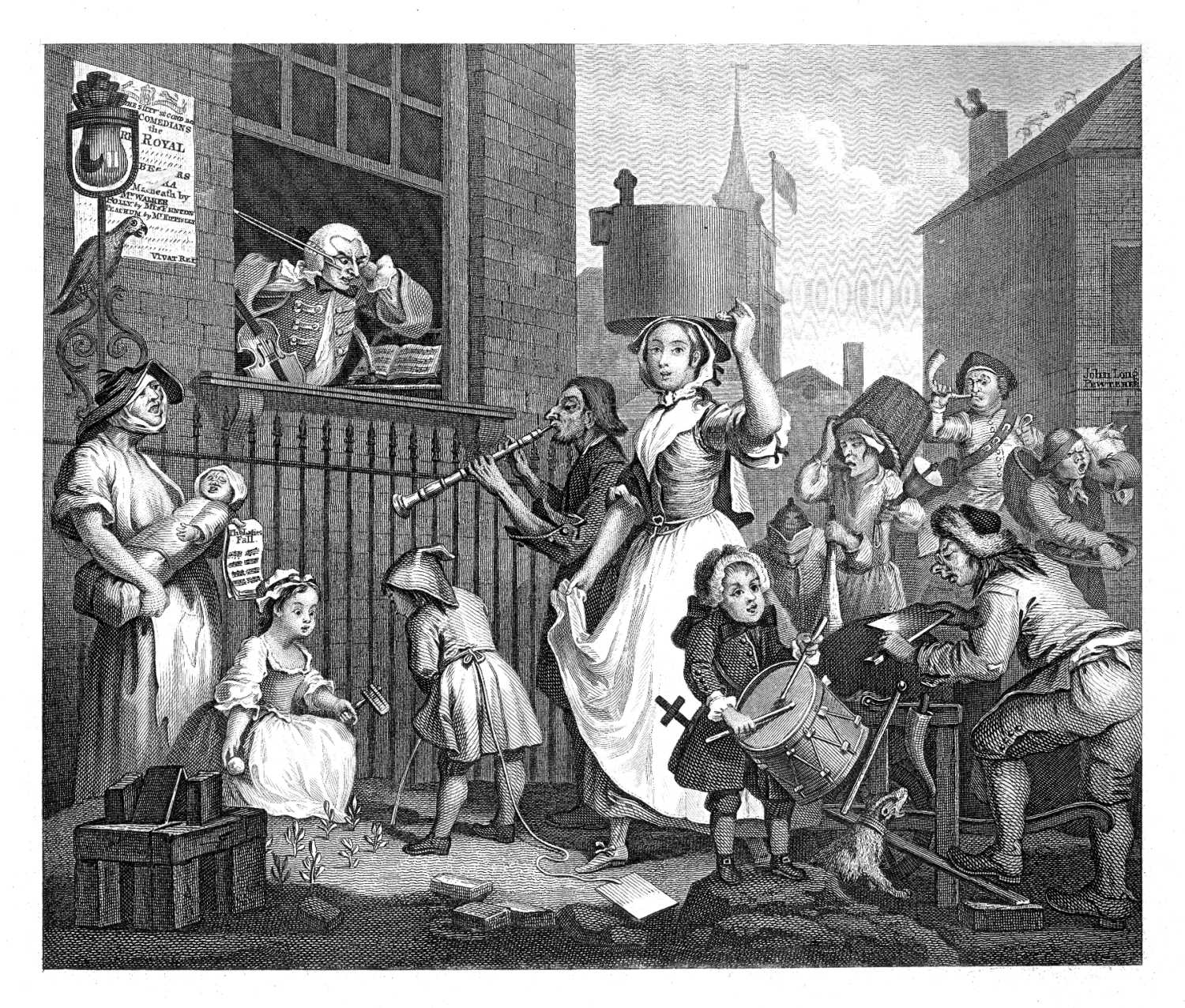
William Hogarth - The enraged musician (1741) - probabile caricatura di Pietro Castrucci

Pietro Castrucci (Roma, 1679 – Dublino, 13 marzo 1751) è stato un compositore e violinista italiano.

## Biografia
Dopo aver ricevuto una buona educazione musicale, studiò violino con Arcangelo Corelli nella sua città natale. Nel 1715 lasciò l'Italia trasferendosi a Londra, dove ben presto si fece apprezzare come violinista, tanto che Georg Friedrich Händel lo volle come virtuoso nella sua orchestra, nella quale operò fino al 1737. Questa esperienza contribuì a conferirgli grande notorietà nell'ambiente musicale londinese, oltre che consentirgli di approfondire lo studio tecnico sugli strumenti ad arco, tanto che inventò in quegli anni la violetta marina, strumento impiegato dallo stesso Händel nella strumentazione di alcune sue opere, quali il Sosarme re di Media (1732), e l'Orlando (1733).
Dopo un periodo di silenzio, dal 1750 è a Dublino e quindi nuovamente a Londra dove organizzò concerti. Morì a Dublino l'anno seguente, dove ricevette fastosi funerali nella chiesa di St. Mary, a testimonianza della sua notorietà, nonostante un relativo periodo di declino negli ultimi anni di vita.
Castrucci lasciò numerosissime composizioni; particolare diffusione ebbero i suoi lavori strumentali per violino, e grande notorietà ebbero i 12 concerti grossi op. 3 e le Sonate a violino a violone o a cembalo. Il suo stile risentiva molto dell'influsso della scuola di Corelli a quel tempo molto apprezzato in Inghilterra, ma Castrucci sviluppò inoltre una grande tecnica virtuosistica che lo distinse fra gli autori e gli esecutori del tempo. Celebre a quei tempi fu anche il fratello Prospero Castrucci (Roma 1690 - Londra 1760), che lavorò sovente con lui, dando il suo contributo allo sviluppo della sua arte.